# Wendell (Massachusetts)
Wendell – miasto w Stanach Zjednoczonych, w stanie Massachusetts, w hrabstwie Franklin.